# Budowo
Budowo [pronunciación en polaco: /buˈdɔvɔ/] (en alemán: Budow; en casubio: Bùdowò) es un pueblo en el distrito administrativo de Gmina Dębnica Kaszubska, dentro del Distrito de Słupsk, Voivodato de Pomerania, en el norte de Polonia. Se encuentra aproximadamente 17 kilómetros al este de Dębnica Kaszubska, 29 kilómetros al sudeste de Słupsk, y 81 kilómetros al oeste de la capital regional, Gdańsk.
El pueblo tiene una población de 829 habitantes.